# Ферми (город)
Фе́рми (Терми, греч. Θερμή) — древний город эпохи энеолита и ранней бронзы (3200—1300 до н. э.) на восточном побережье острова Лесбос в Эгейском море, примерно в 10 километрах к северу от Митилини. Обнаружен и раскопан в 1929—1933 годах Британской школой в Афинах под руководством Уинифреда Лэмба. Исследование выявило важный город раннего бронзового века (3200—2400 до н. э.) с пятью последовательными напластованиями (фазами Ферми I—V), а также жилые останки среднего и позднего бронзового века (2000—1300 до н. э.). После того, как раскопки были завершены, место было закрыто для защиты останков и оставалось практически недоступным для ученых и неизвестным для обычных посетителей в течение многих десятилетий. Ферми является единственным доисторическим местом на Лесбосе, которое систематически раскопано. Поселение Ферми построено на плоском полуострове в плодородной области на восточном побережье острова Лесбос близ современного села Лутрополис-Термис (Λουτρόπολις Θερμής). Расположение поселения благоприятствовало развитию аграрной экономики и морской торговли, что сделало Ферми одним из самых ранних и значительных ранних городских центров северной части Эгейского моря в первой половине 3-го тысячелетия до н. э. Интенсивное строительство Ферми привело к его расширению на площади 1,5 гектаров и с самого начала навязало организованное градостроительство для удовлетворения потребностей в жилье постоянно растущего населения. Семь фаз строительства раннего бронзового века (Ферми I, II, IIIA—IΙIB, ΙVA—IVB и V) различаются в культурном слое толщиной около 6 метров; они были раскопаны на площади около 8000 квадратных метров. Сохранившихся остатков среднего и позднего бронзового века очень мало, часть поселения (около 8000 квадратных метров) была разрушена морской эрозией.
Поселение Ферми I (начало 3-го тысячелетия до н. э.) представляло собой маленький открытый город с прямоугольной планировкой, застроенный двухкомнатными домами, со стенами, сложенными из глины-сырца и камня, стоящими на каменных основаниях. Полы и улицы покрыты галькой. Крыши плоские из тростника и глины. Прямоугольное длинное и узкое здание (мегарон), состоящее из закрытой и реже открытой на улицу передней и основной комнаты, являлось основным типом построек. Его длина варьируется от 13 до 17 метров, а ширина 3—4 метра. Здания располагаются одно рядом с другим, соединяясь стенами и образуя жилые кварталы. Обнаружены также многочисленные медно-литейные мастерские, продукцией которой жители Ферми широко торговали по всей акватории Эгейского моря. Обнаружены три различных архитектурных плана в истории поселения, которые соответствуют различному количеству жителей и наилучшему сообщению между зданиями. В Ферми I—IIIB выделяется центральная группа зданий и другие группы, развивающиеся как радиальная планировка вокруг центра. Улицы шириной 2 метра, разделяющие кварталы, сходятся радиусами к центру поселения. Эта «радиальная» планировка известна в современных Ферми поселениях западной Малой Азии (Троя, Сиври-Тепе (Бешик-Тепе), Бакла-Тепе, Демирджихёйюк и др.). На фазе II поселение Ферми было укреплено. Внешние стены домов образовывали своеобразную сплошную крепостную стену. В фазе IIIB центральная часть поселения защищена каменной крепостной стеной толщиной 1-2 метра, укрепленной не менее чем четырьмя трапециевидными башнями. Фаза Ферми III указывает на интенсивное развитие производства бронзы, что ощущается также и в заметном развитии сельскохозяйственного производства, свидетельством чего являются многочисленные бофры (ямы для хранения зерна).
На фазе IVA поселение Ферми полностью перестроено, а на фазе IVB включает крупные кварталы одинакового размера, которые разделены параллельными улицами шириной 2—5 метров, частично мощенными камнем. Эта «прямоугольная» планировка впервые встречается в архитектуре доисторического периода в Эгейском море, чтобы обрести свою идеализированную форму в исторический период в Гипподамовой системе. Поселение защищено стеной.
Пятый слой, Ферми V, относящийся примерно к XXV веку до н. э., показывает существование здесь крупного торгового города, окружённого мощными стенами с башнями, мощёными мостовыми и отличным водопроводом. На фазе V планировка Ферми усовершенствована созданием центральной улицы шириной 1—2,5 метра и более меньших параллельных боковых улиц, которые делят город на неровные кварталы. Новая планировка поселения, которая ранее применялось в Полиохни, носит название «линейная» и характеризуется наличием разветвлённой системы водоснабжения и водоотведения и металлообрабатывающего производства (бронзолитейного дела) на центральной улице поселения. На фазе V поселение насчитывает около 1200 человек и защищено сложной оборонительной системой, которая формируется на фазе IV. Оборонительная система включает в себя прочную внутреннюю стену (толщиной 2 метра, сохранившуюся на высоте 1,5) и две каменные крепостные стены, параллельные внутренней. Поперечные стены соединяли внутреннюю стену с внешней крепостной стеной, образуя небольшие помещения, жилые и складские. Двое ворот, укрепленные выступающими башнями, служили входом в внутреннюю часть поселения.
Градостроительный план и перепланировка Ферми, вымощенные камнем улицы, выдающаяся оборонительная система, наличие большого количества складских помещений в каждом доме (пифосы, каменные площадки, продовольственные ямы), наличие мастерских по металлообработке, производство бронзовых инструментов, бронзовых и серебряных украшений и других редких для Эгейского моря предметов (браслеты из свинца и олова в Ферми IIIA) позволяют определить Ферми как ранний городской центр с развитой политической и экономическая организацией и социальной структурой. Вероятно, что это развитое поселение не выдержало экономической конкуренции ранних городских центров, таких как Полиохни, Троя или Лимантепе, и около 2400 года до н. э. было заброшено. Его жители, вероятно, искали безопасное место во внутренней части острова.
Заброшенное поселение вновь заселено после 2000 года до н. э. Новые жители продолжили старую традицию прямоугольных домов с галечными полами и очагами и использовали гончарный круг. В новом городе были найдены сооружения, связанные с производством керамики, например, сводчатая печь для обжига судов. Возле домов были найдены гробницы, в Ферми проживало до 1200 человек.
Во 2-м тысячелетии до н. э. Ферми становится также одним из очагов крито-микенской культуры, в 1400—1300 годах до н. э. — местом поклонения жене Зевса, богине Гере. Разрушение города приходится на время гибели крито-микенской цивилизации.